# Agustina de Aragón
Agustina Raimunda María Saragossa Domènech, albo Agustina de Aragón (ur. 4 marca 1786, zm. 29 maja 1857) – hiszpańska bohaterka narodowa. Brała udział w wojnie hiszpańsko-francuskiej (1808–1814). Początkowo walczyła jako cywil–ochotnik, później jako zawodowy oficer hiszpańskiej armii.
Nazywana była „hiszpańską Joanną d’Arc”. Jej postać była inspiracją dla wielu utworów literackich i dzieł sztuki.